# Réunion d'artistes dans l'atelier d'Isabey
Réunion d’artistes dans l’atelier d’Isabey ou L’atelier d’Isabey est un tableau du peintre français Louis-Léopold Boilly réalisé en 1798 à Paris. Cette peinture à l'huile sur toile représente un certain nombre d’artistes influents sous le Directoire.

## Historique
Le tableau fut exposé avec 529 autres œuvres au Salon de Paris de l’an VI (1798), qui vit le succès du tableau de François Gérard, Psyché et l’Amour, dont le  style gracieux et sensuel tranchait avec le néoclassicisme « viril » des années révolutionnaires. Il est entré dans les collections du musée du Louvre en 1911.
Il a longtemps passé pour représenter l'atelier de Jean-Baptiste Isabey au Louvre, situé sous la Grande Galerie, une hypothèse erronée, l'artiste, une gloire montante de la peinture au lendemain de la Révolution, au moment où les institutions se remettent en place, n'ayant pris possession de ce logement qu'en 1799 au plus tôt.

## Description
Trente-et-un personnages sont représenté dans ce tableau, disposés en frise devant un buste de Minerve.
Ce tableau représente, de gauche à droite : le compositeur Étienne Nicolas Méhul, le critique d’art François-Benoît Hoffmann, un inconnu, le sculpteur Charles-Louis Corbet, les peintres Michel Martin Drolling, Jean-Louis Demarne, Jean-Baptiste Isabey penché vers le chevalet et montrant un tableau à François Gérard et à Nicolas Antoine Taunay, François Gérard assis devant le chevalet, Nicolas Antoine Taunay, Jacques François Joseph Swebach-Desfontaines, le miniaturiste Charles Bourgeois, les peintres Guillaume Guillon Lethière, Carle Vernet, le graveur Jean Duplessis-Bertaux, les architectes Pierre-François-Léonard Fontaine et Charles Percier, l’acteur Baptiste aîné de la Comédie-Française, assis près du carton à dessins, le peintre et architecte Jean-Thomas Thibault, les peintres Jan-Frans van Dael et Pierre-Joseph Redouté, l’acteur Talma, les peintres Charles Meynier, Louis-Léopold Boilly lui-même, l’acteur Simon Chenard du Théâtre-Italien, les peintres Xavier Bidault, Girodet-Trioson assis et fixant le spectateur, le sculpteur Denis Chaudet, le graveur Maurice Blot, le sculpteur François-Frédéric Lemot, le peintre Gioacchino Serangeli et un inconnu.
On notera l'absence de David et de femmes.